# Antheraea sumatrana
Antheraea sumatrana är en fjärilsart som beskrevs av Friedrich Wilhelm Niepelt 1926. Antheraea sumatrana ingår i släktet Antheraea och familjen påfågelsspinnare. Inga underarter finns listade i Catalogue of Life.